# Ehsan Yarshater
Ehsan Yarshater, en persa: احسان يارشاطر (Hamadán, Irán; 3 de abril de 1920-California, Estados Unidos; 1 de septiembre de 2018), fue un lingüista, historiador, autor, profesor universitario, escritor, traductor y lexicógrafo iraní. Fue el fundador y director del Centro de Estudios Iraníes y profesor emérito de Estudios Iraníes de la Universidad de Columbia.
Fue uno de los 40 editores de la Encyclopædia Iranica, con artículos de 300 autores de diversas instituciones académicas. Asimismo editó el tercer volumen de la Historia de Cambridge de Irán, que comprende la historia de los seléucidas, los partos y los sasánidas, y un volumen titulado Literatura persa. También fue editor de una serie de dieciséis volúmenes llamada History of Persian Literature. Ganó varios premios internacionales de becas, incluido un premio de la UNESCO en 1959 y la medalla Giorgio Levi Della Vida por Logro en Estudios Islámicos de la UCLA en 1991.

## Biografía
Estudió el idioma persa y su literatura en la Universidad de Teherán y posteriormente, filología en la Escuela de Estudios Orientales y Africanos (SOAS) de la Universidad de Londres con Walter Bruno Henning (1908—1967). Fue el primer profesor a tiempo completo de persa en una universidad estadounidense después de la Segunda Guerra Mundial.
En 1969, publicó un libro titulado A Grammar of Southern Tati Dialects, donde describía los dialectos del tati hablados al suroeste de Qazvin. Igualmente ha publicado numerosos artículos sobre el talysh, así como de mitología persa.
Ganó varios premios internacionales por sus estudios, destacando un galardón otorgado por la UNESCO en 1959 y la "Medalla de Georgio Levi Della Vida" por sus logros en las investigaciones y estudios sobre el mundo islámico por la Universidad de California en Los Ángeles (UCLA) en 1991. Ha realizado ciclos de conferencias en la Universidad de Londres, la Universidad de California en Los Ángeles y en Centre National de la Recherche Scientifique de París.
Fue el editor jefe la Encyclopædia Iranica, una enciclopedia de referencia sobre la historia, cultura y civilización de los pueblos iranios en lengua inglesa, con artículos escritos por más de 300 autores de diversas instituciones académicas. También editó el tercer volumen del Cambridge History of Iran que comprende la historia del Imperio seléucida, los Partos y el Imperio sasánida, además de un volumen sobre literatura persa. También es el editor de una serie de dieciséis volúmenes llamada History of Persian Literature.

## Publicaciones
- 1953, Al-Isharat wa'l-tanbihat de Avicena, edición anotada.
- 1953, Panŷ resale de Avicena, edición anotada.
- 1955, Sher-e parsí dar 'ahd-e Shahroj.
- 1957, Dastanhá-ye Shahnamé. (galardonado por la UNESCO en 1959 y el Royal Award por el Mejor Libro del Año).
- 1962, A Locust's Leg: Studies in Honour of S.H. Taqizadeh, junto a Walter Bruno Henning.
- 1975, Naqqashí-e novín (2 volúmenes).
- 1969, A Grammar of Southern Tati Dialects.
- 1971, Iran Faces the Seventies.
- 1974, Bargozidé-ye dastanhá-ye Shahnamé, Vol. I.
- 1976, Biruni Symposium, junto D. Bishop.
- 1978, Inscriptions of Eastern Mazandaran, junto a David Bivar.
- 1979, Sadeq Hedayat: An Anthology.
- 1982, Highlights of Persian Art, junto a Richard Ettinghausen.
- 1983, Cambridge History of Iran, Vol. III: Seleucid, Parthian and Sassanian Periods.
- 1988, Persian Literature.
- 2007, History of Al-Tabari, volúmenes 1 a 40.